# Tablice rejestracyjne w San Marino

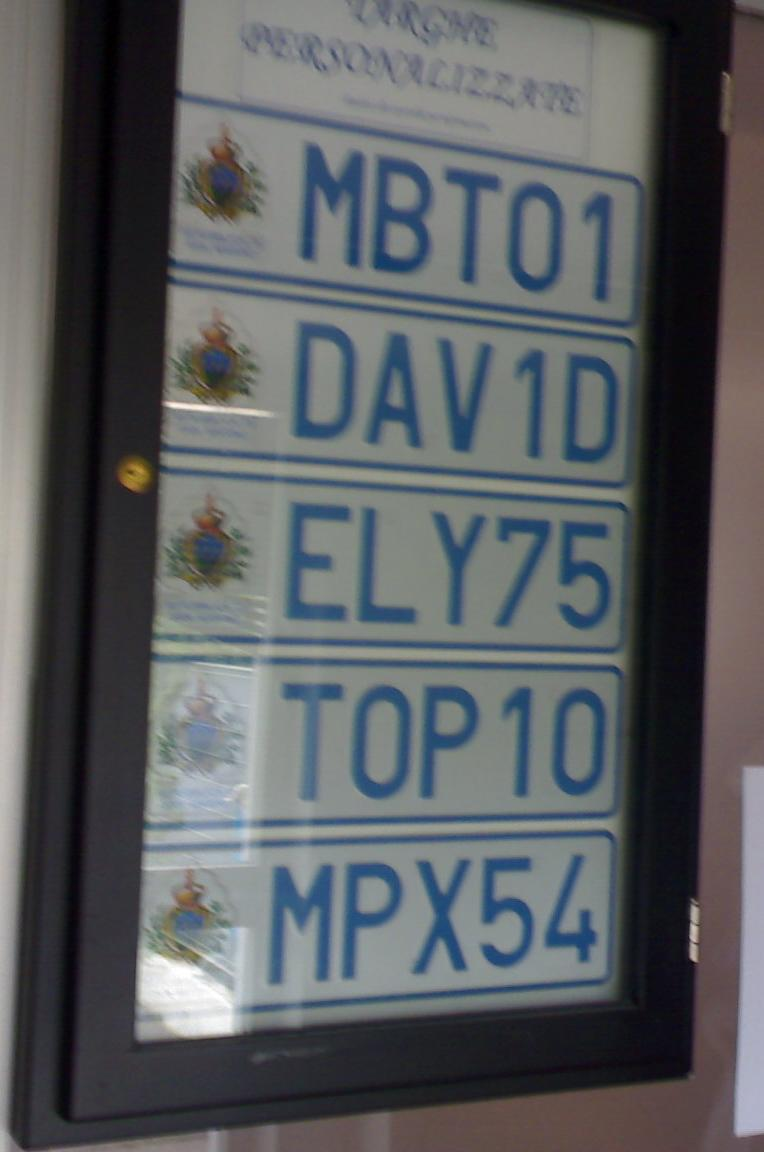
Sanmarińskie tablice rejestracyjne

Tablice rejestracyjne w San Marino mają niebieskie znaki na białym tle. Po lewej stronie znajduje się Godło San Marino. Tablica składa się z pięciu znaków (liter lub cyfr).